# والتر جنس
والتر جنس (انگلیسی: Walter Jens; ۸ مارس ۱۹۲۳ – ۹ ژوئن ۲۰۱۳) فیلم‌نامه‌نویس، نویسنده، مترجم، منتقد ادبی، و استاد دانشگاه اهل آلمان بود.